# Championnat de Colombie de football 1975
Navigation
Saison précédente Saison suivante
La saison 1975 du Championnat de Colombie de football est la vingt-huitième édition du championnat de première division professionnelle en Colombie. Les quatorze meilleures équipes du pays sont regroupées au sein d'une poule unique, où elles s'affrontent lors de deux tournois saisonniers, disputés en matchs aller et retour. La poule nationale pour le titre voit s'affronter les six meilleures équipes sur l'ensemble des deux tournois. À l'issue de la compétition, il n'y a ni promotion, ni relégation.
C'est le club de l'Independiente Santa Fe qui remporte la compétition, après avoir terminé en tête de l' Hexagonal, devant le CD Los Millonarios et le tenant du titre, le Deportivo Cali. C'est le sixième titre de champion de l'histoire du club.

## Les clubs participants
| - Independiente Santa Fe - CD Los Millonarios - Deportes Tolima - Atlético Bucaramanga - Once Caldas - Independiente Medellin - Unión Magdalena | - Atlético Nacional - Deportivo Pereira - América de Cali - Cucuta Deportivo - Deportes Quindio - Deportivo Cali - Atlético Junior |

## Compétition
Le barème utilisé pour établir le classement est le suivant -
- Victoire : 2 points
- Match nul : 1 point
- Défaite : 0 point

### Tournoi Ouverture

#### Classement
| Rang | Équipe                 | Pts | J  | G  | N  | P  | Bp | Bc | Diff |
| ---- | ---------------------- | --- | -- | -- | -- | -- | -- | -- | ---- |
| 1    | CD Los Millonarios     | 41  | 26 | 18 | 5  | 3  | 48 | 22 | +26  |
| 2    | Deportivo CaliT        | 38  | 26 | 16 | 6  | 4  | 47 | 21 | +26  |
| 3    | Independiente Santa Fe | 34  | 26 | 12 | 10 | 4  | 32 | 18 | +14  |
| 4    | Atlético Junior        | 32  | 26 | 12 | 8  | 6  | 40 | 24 | +16  |
| 5    | Independiente Medellín | 29  | 26 | 10 | 9  | 7  | 38 | 32 | +6   |
| 6    | Unión Magdalena        | 28  | 26 | 10 | 8  | 8  | 30 | 30 | 0    |
| 7    | Deportivo Pereira      | 27  | 26 | 10 | 7  | 9  | 40 | 39 | +1   |
| 8    | Deportes Quindío       | 24  | 26 | 8  | 8  | 10 | 26 | 30 | -4   |
| 9    | Atlético Bucaramanga   | 24  | 26 | 8  | 8  | 10 | 34 | 39 | -5   |
| 10   | Deportes Tolima        | 22  | 26 | 7  | 8  | 11 | 26 | 38 | -12  |
| 11   | América de Cali        | 21  | 26 | 9  | 3  | 14 | 29 | 33 | -4   |
| 12   | Atlético Nacional      | 20  | 26 | 6  | 8  | 12 | 32 | 42 | -10  |
| 13   | Once Caldas            | 15  | 26 | 5  | 5  | 16 | 26 | 49 | -23  |
| 14   | Cúcuta Deportivo       | 9   | 26 | 1  | 7  | 18 | 15 | 46 | -31  |

#### Matchs
| Résultats (▼dom., ►ext.) | AME | BUC | CAL | CUC | JUN | MAG | MED | MIL | NAL | ONC | PER | QUI | SFE | TOL |
| América de Cali          |     | 3-1 | 2-0 | 3-0 | 1-2 | 2-0 | 0-0 | 1-2 | 2-1 | 1-0 | 2-1 | 0-1 | 0-1 | 1-1 |
| Atlético Bucaramanga     | 3-2 |     | 0-2 | 0-0 | 5-3 | 2-2 | 0-0 | 0-0 | 2-1 | 3-0 | 0-1 | 1-1 | 1-1 | 2-1 |
| Deportivo Cali           | 1-0 | 3-0 |     | 3-0 | 3-1 | 2-1 | 3-0 | 2-2 | 4-1 | 3-0 | 2-1 | 1-1 | 0-0 | 3-1 |
| Cúcuta Deportivo         | 1-2 | 0-1 | 0-2 |     | 1-1 | 2-3 | 1-1 | 1-3 | 1-2 | 0-0 | 1-2 | 1-2 | 2-0 | 1-1 |
| Atlético Junior          | 4-1 | 1-1 | 1-0 | 2-0 |     | 0-0 | 3-1 | 0-1 | 4-0 | 4-1 | 2-1 | 2-0 | 0-0 | 4-1 |
| Unión Magdalena          | 2-0 | 0-2 | 3-1 | 0-0 | 0-1 |     | 1-1 | 1-0 | 1-0 | 3-0 | 1-2 | 3-1 | 1-1 | 1-0 |
| Independiente Medellín   | 0-1 | 5-2 | 1-2 | 4-0 | 1-1 | 0-1 |     | 2-1 | 0-0 | 2-1 | 1-3 | 2-1 | 1-1 | 3-0 |
| CD Los Millonarios       | 1-0 | 4-3 | 3-0 | 4-0 | 1-0 | 2-0 | 3-0 |     | 1-0 | 2-1 | 3-2 | 2-0 | 2-1 | 1-1 |
| Atlético Nacional        | 1-0 | 2-1 | 1-3 | 1-1 | 0-2 | 1-2 | 3-3 | 2-2 |     | 4-1 | 5-3 | 1-2 | 2-2 | 0-1 |
| Once Caldas              | 4-2 | 2-1 | 1-4 | 1-0 | 1-1 | 2-0 | 1-2 | 0-2 | 0-0 |     | 1-2 | 2-3 | 0-0 | 2-1 |
| Deportivo Pereira        | 1-1 | 1-2 | 1-1 | 3-0 | 1-1 | 1-1 | 1-3 | 2-1 | 1-1 | 2-1 |     | 1-0 | 2-3 | 3-1 |
| Deportes Quindío         | 1-0 | 2-0 | 0-0 | 2-1 | 0-0 | 2-2 | 1-2 | 1-2 | 2-1 | 0-0 | 2-2 |     | 0-1 | 1-1 |
| Independiente Santa Fe   | 2-1 | 1-0 | 0-0 | 1-0 | 2-0 | 4-0 | 1-1 | 0-1 | 1-1 | 3-1 | 3-0 | 1-0 |     | 2-1 |
| Deportes Tolima          | 2-1 | 1-1 | 0-2 | 2-1 | 1-0 | 1-1 | 0-2 | 2-2 | 0-1 | 4-3 | 0-0 | 1-0 | 1-0 |     |

### Tournoi Clôture

#### Classement
Groupe A :
| Rang | Équipe                 | Pts | J  | G  | N  | P  | Bp | Bc | Diff |
| ---- | ---------------------- | --- | -- | -- | -- | -- | -- | -- | ---- |
| 1    | Independiente Santa Fe | 26  | 21 | 10 | 6  | 5  | 28 | 18 | +10  |
| 2    | CD Los Millonarios     | 25  | 21 | 9  | 7  | 5  | 25 | 20 | +5   |
| 3    | Atlético Junior        | 22  | 21 | 6  | 10 | 5  | 27 | 26 | +1   |
| 4    | Deportivo CaliT        | 21  | 21 | 7  | 7  | 7  | 35 | 33 | +2   |
| 5    | Independiente Medellín | 20  | 21 | 6  | 8  | 7  | 22 | 26 | -4   |
| 6    | Deportivo Pereira      | 19  | 21 | 6  | 7  | 8  | 23 | 28 | -5   |
| 7    | Unión Magdalena        | 13  | 21 | 2  | 9  | 10 | 17 | 33 | -16  |

Groupe B :
| Rang | Équipe               | Pts | J  | G  | N  | P  | Bp | Bc | Diff |
| ---- | -------------------- | --- | -- | -- | -- | -- | -- | -- | ---- |
| 1    | Atlético Bucaramanga | 26  | 21 | 10 | 6  | 5  | 34 | 21 | +13  |
| 2    | América de Cali      | 25  | 21 | 10 | 5  | 6  | 30 | 27 | +3   |
| 3    | Cúcuta Deportivo     | 24  | 21 | 10 | 4  | 7  | 29 | 22 | +7   |
| 4    | Deportes Quindío     | 23  | 21 | 9  | 5  | 7  | 18 | 16 | +2   |
| 5    | Atlético Nacional    | 22  | 21 | 6  | 10 | 5  | 18 | 13 | +5   |
| 6    | Once Caldas          | 15  | 21 | 5  | 5  | 11 | 17 | 33 | -16  |
| 7    | Deportes Tolima      | 13  | 21 | 3  | 7  | 11 | 22 | 29 | -7   |

### Classement cumulé
| Rang | Équipe                 | Pts | J  | G  | N  | P  | Bp | Bc | Diff |
| ---- | ---------------------- | --- | -- | -- | -- | -- | -- | -- | ---- |
| 1    | CD Los Millonarios     | 66  | 47 | 27 | 12 | 8  | 73 | 42 | +31  |
| 2    | independiente Santa Fe | 60  | 47 | 22 | 16 | 9  | 60 | 36 | +24  |
| 3    | Deportivo CaliT        | 59  | 47 | 23 | 13 | 11 | 82 | 54 | +28  |
| 4    | Atlético Junior        | 54  | 47 | 18 | 18 | 11 | 67 | 50 | +17  |
| 5    | Atlético Bucaramanga   | 50  | 47 | 18 | 14 | 15 | 68 | 60 | +8   |
| 6    | Independiente Medellín | 49  | 47 | 16 | 17 | 14 | 60 | 58 | +2   |
| 7    | Deportes Quindío       | 47  | 47 | 17 | 13 | 17 | 44 | 46 | -2   |
| 8    | América de Cali        | 46  | 47 | 19 | 8  | 20 | 59 | 60 | -1   |
| 9    | Deportivo Pereira      | 46  | 47 | 16 | 14 | 17 | 63 | 67 | -4   |
| 10   | Atlético Nacional      | 42  | 47 | 12 | 18 | 17 | 50 | 55 | -5   |
| 11   | Unión Magdalena        | 41  | 47 | 12 | 17 | 18 | 47 | 63 | -16  |
| 12   | Deportes Tolima        | 35  | 47 | 10 | 15 | 22 | 48 | 67 | -19  |
| 13   | Cúcuta Deportivo       | 33  | 47 | 11 | 11 | 25 | 44 | 68 | -24  |
| 14   | Once Caldas            | 30  | 47 | 10 | 10 | 27 | 43 | 82 | -39  |

|  | Qualification pour l' Hexagonal |
|  | T: Tenant du titre              |

### Hexagonal
| Rang | Équipe                 | Pts | J  | G | N | P | Bp | Bc | Diff |
| ---- | ---------------------- | --- | -- | - | - | - | -- | -- | ---- |
| 1    | Independiente Santa Fe | 16  | 10 | 7 | 2 | 1 | 20 | 10 | +10  |
| 2    | CD Los Millonarios     | 13  | 10 | 5 | 3 | 2 | 15 | 11 | +4   |
| 3    | Deportivo CaliT        | 13  | 10 | 5 | 3 | 2 | 15 | 6  | +9   |
| 4    | Atlético Bucaramanga   | 7   | 10 | 2 | 3 | 5 | 9  | 16 | -7   |
| 5    | Atlético Junior        | 6   | 10 | 2 | 2 | 6 | 7  | 15 | -8   |
| 6    | Independiente Medellín | 5   | 10 | 2 | 1 | 7 | 11 | 19 | -8   |

|  | Qualification pour la Copa Libertadores 1976 |
|  | T: Tenant du titre                           |

## Bilan de la saison
| Championnat de Colombie de football 1975 |                                   |
| Champion                                 | Independiente Santa Fe (6e titre) |
| Qualifications continentales             |                                   |
| Copa Libertadores 1976                   | Independiente Santa Fe            |
| Copa Libertadores 1976                   | CD Los Millonarios                |
| Promotions et relégations                |                                   |
| Promus en Primera A                      | Aucun                             |
| Relégués en Primera B                    | Aucun                             |